# Angola a 2020. évi nyári olimpiai játékokon
Angola a japán Tokióban megrendezett 2020. évi nyári olimpiai játékok egyik részt vevő nemzete volt. Az országot 5 sportágban 20 sportoló képviselte, akik érmet nem szereztek.

## Atlétika
Férfi
| Versenyző    | Versenyszám | Selejtező | Selejtező | Selejtező | Előfutam | Előfutam | Előfutam | Elődöntő | Elődöntő | Elődöntő | Döntő   | Döntő    |
| Versenyző    | Versenyszám | Idő       | Hely.     | Össz.     | Idő      | Hely.    | Össz.    | Idő      | Hely.    | Össz.    | Idő     | Helyezés |
| ------------ | ----------- | --------- | --------- | --------- | -------- | -------- | -------- | -------- | -------- | -------- | ------- | -------- |
| Miguel Aveni | 100 m       | kizárták  | kizárták  | kizárták  | kiesett  | kiesett  | kiesett  | kiesett  | kiesett  | kiesett  | kiesett | kiesett  |

## Cselgáncs
Női
| Versenyző           | Versenyszám | Selejtező         | 32-es főtábla                  | Nyolcaddöntő      | Negyeddöntő       | Elődöntő          | Vigaszág elődöntő | Bronz- mérkőzés   | Döntő             | Helyezés |
| Versenyző           | Versenyszám | Ellenfél Eredmény | Ellenfél Eredmény              | Ellenfél Eredmény | Ellenfél Eredmény | Ellenfél Eredmény | Ellenfél Eredmény | Ellenfél Eredmény | Ellenfél Eredmény | Helyezés |
| ------------------- | ----------- | ----------------- | ------------------------------ | ----------------- | ----------------- | ----------------- | ----------------- | ----------------- | ----------------- | -------- |
| Diassonema Mucungui | Könnyűsúly  | erőnyerő          | Eteri Liparteliani (GEO) 00–10 | kiesett           | kiesett           | kiesett           | kiesett           | kiesett           | kiesett           | 17.      |

## Kézilabda

### Női
| Angolai női kézilabdacsapat-játékoskeret | Angolai női kézilabdacsapat-játékoskeret |
| ---------------------------------------- | ---------------------------------------- |
| 5                                        | Marilia Quizelete                        |
| 8                                        | Helena Paulo                             |
| 9                                        | Natália Bernardo                         |
| 10                                       | Albertina Kassoma                        |
| 12                                       | Helena Sousa                             |
| 13                                       | Natália Kamalandua                       |
| 15                                       | Azenaide Carlos                          |
| 16                                       | Teresa Almeida                           |
| 17                                       | Wuta Dombaxe                             |
| 20                                       | Stélvia Pascoal                          |
| 21                                       | Magda Cazanga                            |
| 23                                       | Juliana Machado                          |
| 25                                       | Liliana Venâncio                         |
| 90                                       | Isabel Guialo                            |

Csoportkör
A csoport
| Hely. | Csapat           | M | Gy | D | V | G+  | G–  | Gk  | P  | Továbbjutás |
| ----- | ---------------- | - | -- | - | - | --- | --- | --- | -- | ----------- |
| 1.    | Norvégia (NOR)   | 5 | 5  | 0 | 0 | 170 | 123 | +47 | 10 | Negyeddöntő |
| 2.    | Hollandia (NED)  | 5 | 4  | 0 | 1 | 169 | 143 | +26 | 8  | Negyeddöntő |
| 3.    | Montenegró (MNE) | 5 | 2  | 0 | 3 | 139 | 142 | −3  | 4  | Negyeddöntő |
| 4.    | Dél-Korea (KOR)  | 5 | 1  | 1 | 3 | 147 | 165 | −18 | 3  | Negyeddöntő |
| 5.    | Angola (ANG)     | 5 | 1  | 1 | 3 | 130 | 156 | −26 | 3  |             |
| 6.    | Japán (JPN) (R)  | 5 | 1  | 0 | 4 | 124 | 150 | −26 | 2  |             |

1. 1 2  Dél-Korea 31–31 Angola

| 2021. július 25. 14:15 (7:15) | Montenegró (MNE) | 33–22       | Angola (ANG) | Jojogi Nemzeti Sportcsarnok, Tokió Játékvezetők: Alpaidze, Berezkina (RUS) |
| 2021. július 25. 14:15 (7:15) | Radičević 12     | (20–10)     | Fonseca 6    | Jojogi Nemzeti Sportcsarnok, Tokió Játékvezetők: Alpaidze, Berezkina (RUS) |
| 2021. július 25. 14:15 (7:15) | 3× 2×            | Jegyzőkönyv | 5×           | Jojogi Nemzeti Sportcsarnok, Tokió Játékvezetők: Alpaidze, Berezkina (RUS) |

| 2021. július 27. 19:30 (12:30) | Angola (ANG)      | 21–30       | Norvégia (NOR) | Jojogi Nemzeti Sportcsarnok, Tokió Játékvezetők: García, Paolantoni (ARG) |
| 2021. július 27. 19:30 (12:30) | Guialo, Kassoma 6 | (10–15)     | Solberg 7      | Jojogi Nemzeti Sportcsarnok, Tokió Játékvezetők: García, Paolantoni (ARG) |
| 2021. július 27. 19:30 (12:30) | 4×                | Jegyzőkönyv | 3× 2×          | Jojogi Nemzeti Sportcsarnok, Tokió Játékvezetők: García, Paolantoni (ARG) |

| 2021. július 29. 9:00 (2:00) | Hollandia (NED) | 37–28       | Angola (ANG) | Jojogi Nemzeti Sportcsarnok, Tokió Játékvezetők: El-Saied, El-Saied (EGY) |
| 2021. július 29. 9:00 (2:00) | van Wetering 7  | (17–15)     | Guialo 8     | Jojogi Nemzeti Sportcsarnok, Tokió Játékvezetők: El-Saied, El-Saied (EGY) |
| 2021. július 29. 9:00 (2:00) | 1× 1×           | Jegyzőkönyv | 5×           | Jojogi Nemzeti Sportcsarnok, Tokió Játékvezetők: El-Saied, El-Saied (EGY) |

| 2021. július 31. 9:00 (2:00) | Angola (ANG)    | 28–25       | Japán (JPN) | Jojogi Nemzeti Sportcsarnok, Tokió Játékvezetők: García, Paolantoni (ARG) |
| 2021. július 31. 9:00 (2:00) | három játékos 5 | (15–13)     | Hara 6      | Jojogi Nemzeti Sportcsarnok, Tokió Játékvezetők: García, Paolantoni (ARG) |
| 2021. július 31. 9:00 (2:00) | 2× 1×           | Jegyzőkönyv | 1× 1×       | Jojogi Nemzeti Sportcsarnok, Tokió Játékvezetők: García, Paolantoni (ARG) |

| 2021. augusztus 2. 9:00 (2:00) | Dél-Korea (KOR)                                       | 31–31       | Angola (ANG) | Jojogi Nemzeti Sportcsarnok, Tokió Játékvezetők: Bonaventura, Bonaventura (FRA) |
| 2021. augusztus 2. 9:00 (2:00) | Csong Jura (Jeong Yu-ra), Kang Unhje (Kang Eun-hye) 7 | (16–17)     | Guialo 8     | Jojogi Nemzeti Sportcsarnok, Tokió Játékvezetők: Bonaventura, Bonaventura (FRA) |
| 2021. augusztus 2. 9:00 (2:00) |                                                       | Jegyzőkönyv | 7×           | Jojogi Nemzeti Sportcsarnok, Tokió Játékvezetők: Bonaventura, Bonaventura (FRA) |

| Csapat       | Helyezés |
| ------------ | -------- |
| Angola (ANG) | 10.      |

## Úszás
Férfi
| Versenyző      | Versenyszám    | Előfutam | Előfutam | Előfutam | Elődöntő | Elődöntő | Elődöntő | Döntő   | Döntő    |
| Versenyző      | Versenyszám    | Idő      | Hely.    | Össz.    | Idő      | Hely.    | Össz.    | Idő     | Helyezés |
| -------------- | -------------- | -------- | -------- | -------- | -------- | -------- | -------- | ------- | -------- |
| Salvador Gordo | 100 m pillangó | 55,96    | 1.       | 54.      | kiesett  | kiesett  | kiesett  | kiesett | kiesett  |

Női
| Versenyző      | Versenyszám     | Előfutam | Előfutam | Előfutam | Elődöntő | Elődöntő | Elődöntő | Döntő   | Döntő    |
| Versenyző      | Versenyszám     | Idő      | Hely.    | Össz.    | Idő      | Hely.    | Össz.    | Idő     | Helyezés |
| -------------- | --------------- | -------- | -------- | -------- | -------- | -------- | -------- | ------- | -------- |
| Catarina Sousa | Női 100 m gyors | 59,35    | 8.       | 47.      | kiesett  | kiesett  | kiesett  | kiesett | kiesett  |

## Vitorlázás
Férfi
| Versenyző                     | Versenyszám    | Futam         | Futam | Futam | Futam | Futam | Futam | Futam | Futam | Futam | Futam | Futam   | Pontszám | Helyezés |
| Versenyző                     | Versenyszám    | 1             | 2     | 3     | 4     | 5     | 6     | 7     | 8     | 9     | 10    | É       | Pontszám | Helyezés |
| ----------------------------- | -------------- | ------------- | ----- | ----- | ----- | ----- | ----- | ----- | ----- | ----- | ----- | ------- | -------- | -------- |
| Paixão Afonso Matias Montinho | 470-es osztály | nem ért célba | 18    | 19    | 19    | 19    | 18    | 18    | 19    | 19    | 19    | kiesett | 167      | 19.      |